# Gustav Heinrich Wolff
Gustav Heinrich Wolff (Barmen, 24 mei 1886 – Berlijn, 22 maart 1934) was een Duitse beeldhouwer, schilder en graficus.

## Leven en werk
Wolff verbleef van 1900 tot 1905 in Rome, waar hij werkte in het atelier van de Duitse beeldhouwer Artur Volkmann. Hij maakte vanaf 1906 studiereizen naar Rusland en de Balkan en was in 1908 in Parijs, waar hij de schilderkunst beoefende. In 1914 maakte hij een studiereis naar Spanje en Noord-Afrika. Gedurende de Eerste Wereldoorlog was hij van 1916 tot 1918 geïnterneerd in de stad Granville in het Franse departement Manche. Terug in Duitsland engageerde hij zich voor revolutionaire veranderingen en in 1930 maakte hij nogmaals een lange studiereis, die hem naar Frankrijk, Spanje, Marokko en Roemenië voerde. In 1931 bezocht hij de Britse beeldhouwer Henry Moore in Londen. Later dat jaar nam hij een benoeming aan als docent aan de kunstacademie van Leningrad. Teleurgesteld keerde hij al een jaar later weer terug naar Berlijn.
De kunstenaar overleed in 1934 en werd begraven op het Waldfriedhof Stahnsdorf in Berlin-Wilmersdorf.

## Entartete Kunst
In 1937 werden zestien werken uit het Museum für Kunst und Gewerbe in Hamburg en een werk uit Museum Folkwang in Essen door de Nazi's aangemerkt als Entartete Kunst. Zijn werk Caritas (1926) in Erfurt werd tijdig verborgen. In 1955 werd een van zijn werken getoond tijdens de expositie documenta I in Kassel.

## Archeologische opgraving 2010
Bij een archeologische opgraving op een bouwterrein tegenover het Rotes Rathaus, het stadhuis van Berlijn, waar tot 1945 de Königstraße liep, zijn elf bronzen en keramische, verloren gewaande, sculpturen gevonden. In november 2010 werden de kunstvoorwerpen tentoongesteld in het Neues Museum. De beelden die in 1937 werden geëxposeerd in München als Entartete Kunst zijn onder andere van de kunstenaars Otto Freundlich (Kopf uit 1925), Otto Baum, Emy Roeder (Schwangere uit 1918), Edwin Scharff (Portret Anni Mewes uit 1917/21) en Gustav Heinrich Wolff (Stehende Gewandfigur uit 1925).

## Werken (selectie)
- Ruhendes Pferd (1922)
- Sitzende mit Kette (1924)[3], Museum für Kunst und Gewerbe in Hamburg
- Stehende Gewandfigur (1925), Berlijn
- Caritas (1926), Taubstummenanstalt in Erfurt
- Liegendes Pferd (1927)
- Brunnenfigur Narziss (1928/29), Beeldenpark van het Städel Museum in Frankfurt am Main - oorspronkelijk gemaakt als tuinbeeld voor de mecenas Carl Hagemann
- Sitzender weiblicher Akt
- Stehende klagender Frau

## Fotogalerij

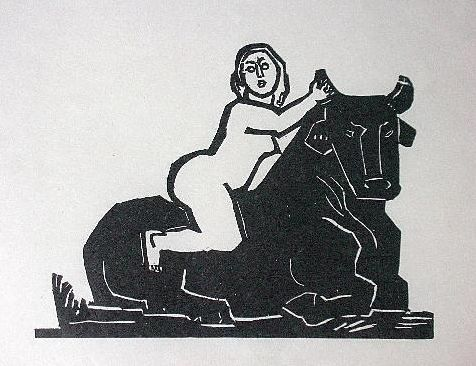
Europa (1923) - houtsnede
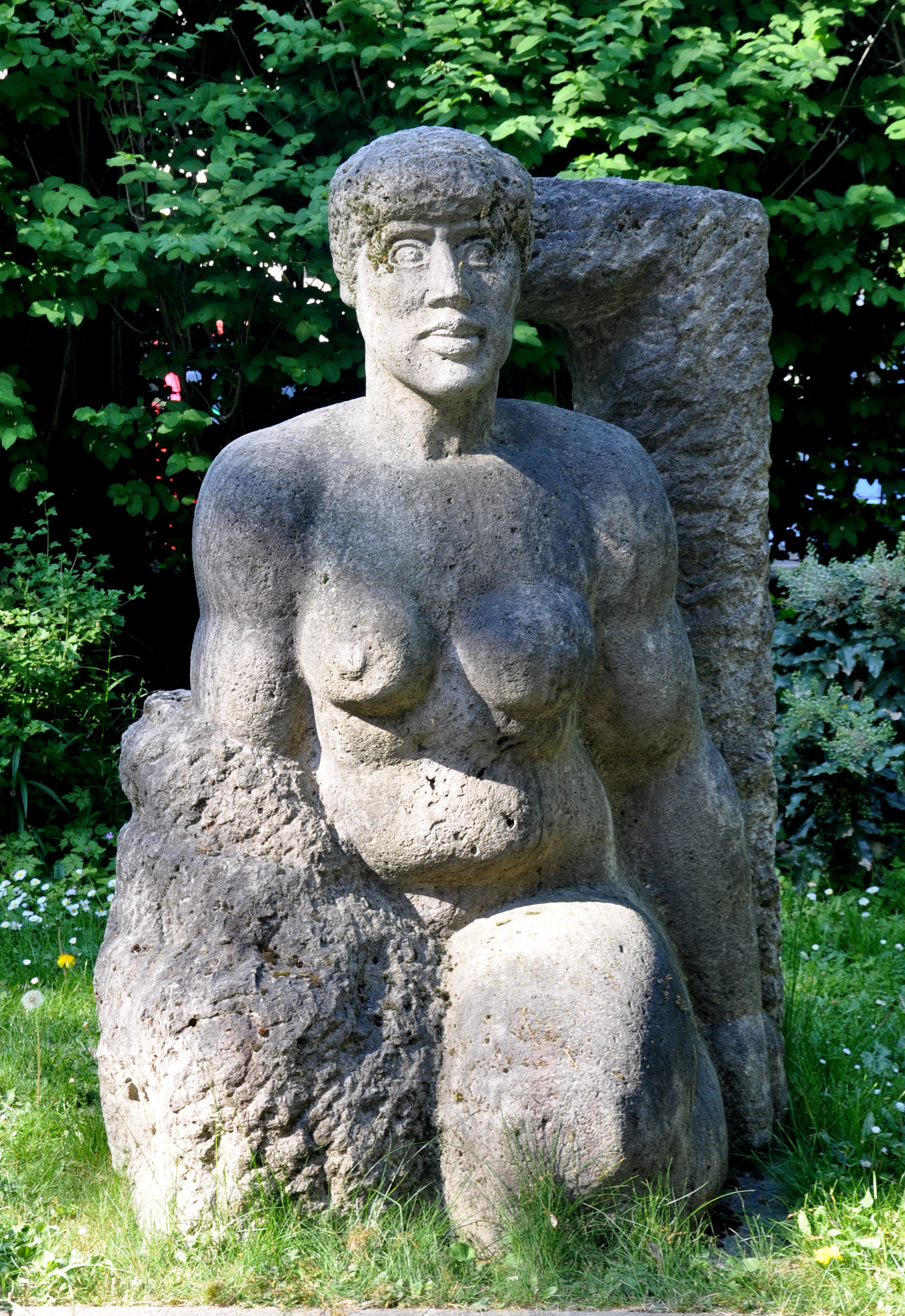
Brunnenfigur Narziss, Städel Museum